# Dollhaus (cântec)
Dollhaus este cântecul de debut al cântăreței Melanie Martinez. Face parte din extended playul de debut al cântăreței, fiind lansat în februarie 2014.